# 9-蒽亚甲基丙二酸二甲酯
9-蒽亚甲基丙二酸二甲酯是一种有机化合物，化学式为C20H16O4。它可由9-蒽甲醛和丙二酸二甲酯在催化下反应制得。它可以被硼氢化钠在甲醇中还原为9-蒽甲基丙二酸二甲酯。